# Dolfinarium Harderwijk

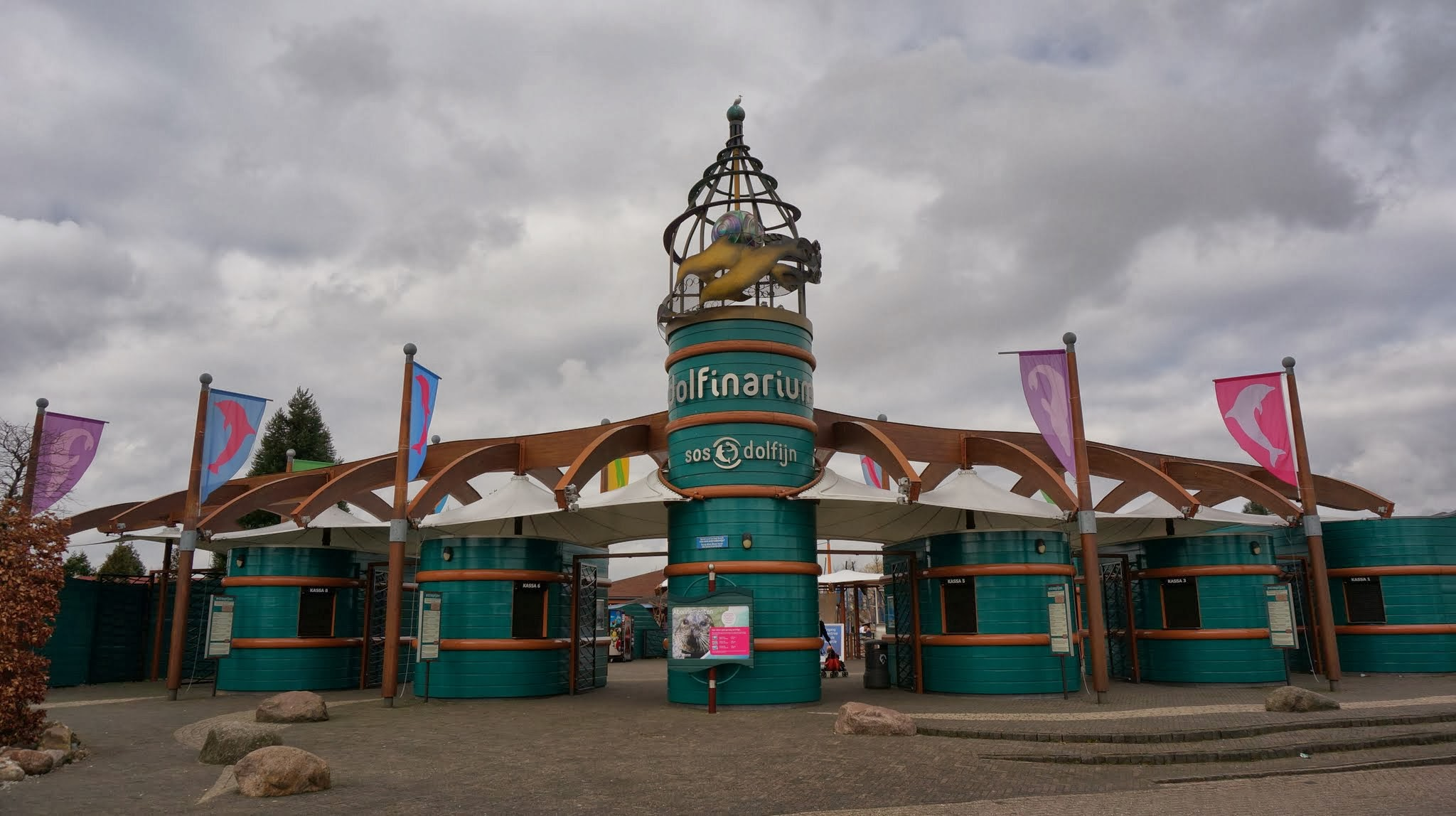
Brama wejściowa Dolfinarium Harderwijk

Dolfinarium Harderwijk – delfinarium w Harderwijk (Holandia), największy morski park rozrywki w Europie.
Delfinarium założyli w 1955 bracia Frits i Coen den Herder. W 1965 delfinarium zostało otwarte dla publiczności. W 1989 nowym właścicielem delfinarium został Ruud de Clercq, były dyrektor Efteling. Od 2001 delfinarium należało do francuskiej spółki Compagnie des Alpes (CdA), a od 2015 należy do hiszpańskiej grupy Aspro Parks.
Delfinarium należy do Europejskiego Stowarzyszenia Ogrodów Zoologicznych i Akwariów (EAZA) i Holenderskiego Stowarzyszenia Ogrodów Zoologicznych (NVD).

## Gatunki zwierząt[11]

### Ssaki morskie
- butlonos zwyczajny
- morświn zwyczajny
- uszanka kalifornijska
- uchatek grzywiasty
- foka pospolita
- szarytka morska (foka szara)
- mors arktyczny

## Dawne gatunki zwierząt[12][13]
- orka oceaniczna